# Les Allobroges (quotidien)
Pour l’article homonyme, voir Les Allobroges.
Les Allobroges est un ancien quotidien communiste, crée en 1942, paraissant en Isère et dans les départements limitrophes. 
C'est un journal issu de plusieurs mouvements de la Résistance intérieure française, duquel se détache le Dauphiné Libéré en 1945 et qui se recentre sur l'Isère en 1956, alors qu'il couvrait cinq départements, puis met fin à sa distribution à la fin de l'année 1958.

## Historique

### Seconde Guerre mondiale

#### La Résistance
Dans l'arrondissement de Grenoble, la presse collaborationniste est importante : Le Petit Voironnais est la propriété de Louis Filliard, ami du milicien Ernest Jourdan et se révèle un véritable relais local de la milice et Le Petit Dauphinois défend une ligne favorable au gouvernement de Philippe Pétain et de collaboration avec l’Allemagne, allant notamment jusqu’à publier des appels à l’engagement dans la Kriegsmarine.
Le premier numéro des Allobroges parait le 15 février 1942,  avec un premier noyau du mouvement  de Résistance Front national, autour de Ludwig Oleskiewicz (dit Debout) et Jacques Royer. C'est d'abord un journal clandestin, qui s'appelle déjà Les Allobroges. André Dufour, Ludwig Oleskiewicz (dit Debout) et Jacques Royer décident du titre après avoir entendu à la radio  Les Allobroges, ou  Chant des Allobroges, l'hymne de la Savoie, dont le titre originel est "La Liberté", qui  évoque le refuge dans le duché de Savoie des proscrits par le coup d’État du 2 décembre 1851 de Louis-Napoléon Bonaparte. On compte ainsi Eugène Sue, Alexandre Dumas ou encore Victor Schœlcher. Le militant catholique se charge de l'impression grâce à une ronéo et 29 numéros seront publiés entre 1942 et 1944, avec des maquettes et des formats différents, en fonction des moyens disponibles.
Le numéro du 14 juillet 1944 parait en trois couleurs pour la fête nationale. Mais les divergences de vue au sein de la rédaction, nombreuses, vont les années suivantes se multiplier.

#### La Libération

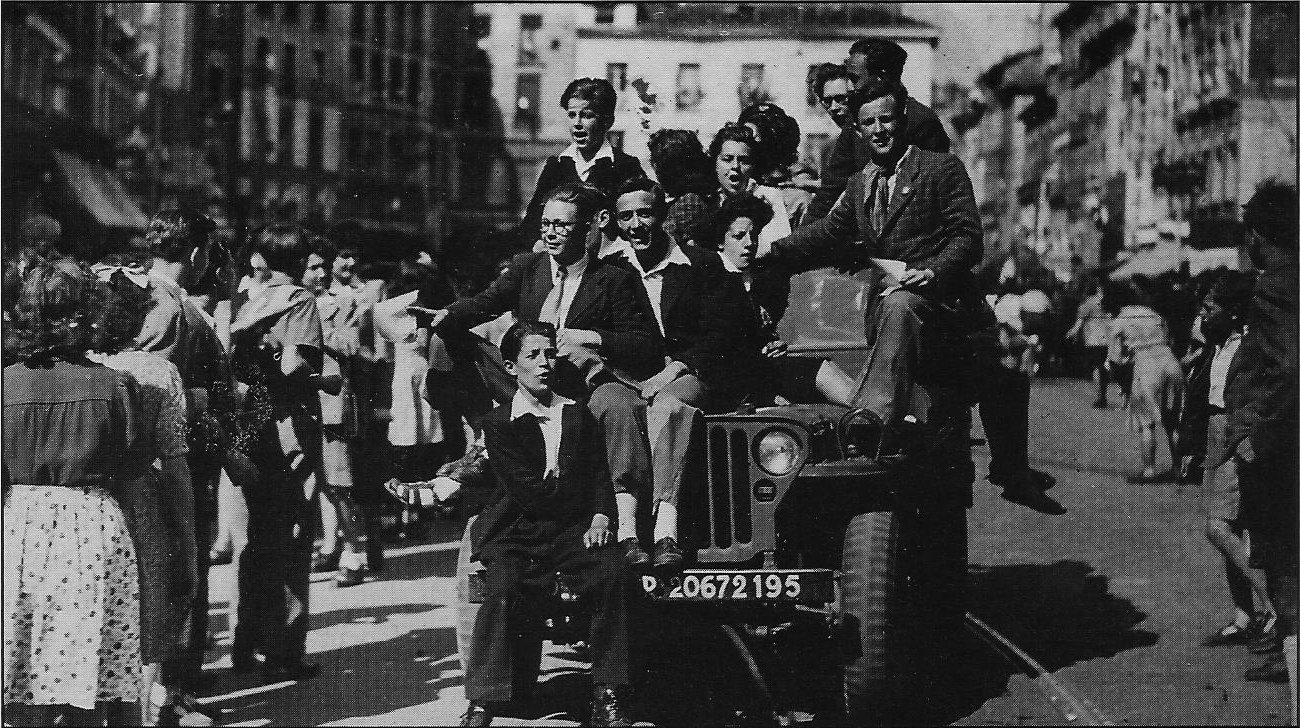
Place Grenette le 22 août 1944.

À la Libération, les membres du journal s'empare de l'imprimerie du Petit Dauphinois, tandis que Le Travailleur alpin (organe officiel du Parti Communiste) prend possession de celle de La Dépêche dauphinoise, et que Le Réveil occupe ceux de la République du Sud-Est. 
Les Allobroges deviennent un quotidien généraliste, qui accorde une large place à la mémoire et aux récits de la Résistance. Alors que Petit Dauphinois était le grand journal régional avant-guerre, tirant à 280 000 exemplaires par jour et diffusant sur les deux Savoie, l'Isère et la Drôme, son successeur est autorisé à tirer à 187 000 exemplaires en décembre 1944 et réussit à mordre sur une zone traditionnelle du Progrès, la ville de Vienne. L'autre quotidien communiste de Grenoble Le Travailleur alpin a un tirage de seulement 20 000 exemplaires.

### Période 1944 - 1958

#### Un quotidien militant très tôt pour l'épuration

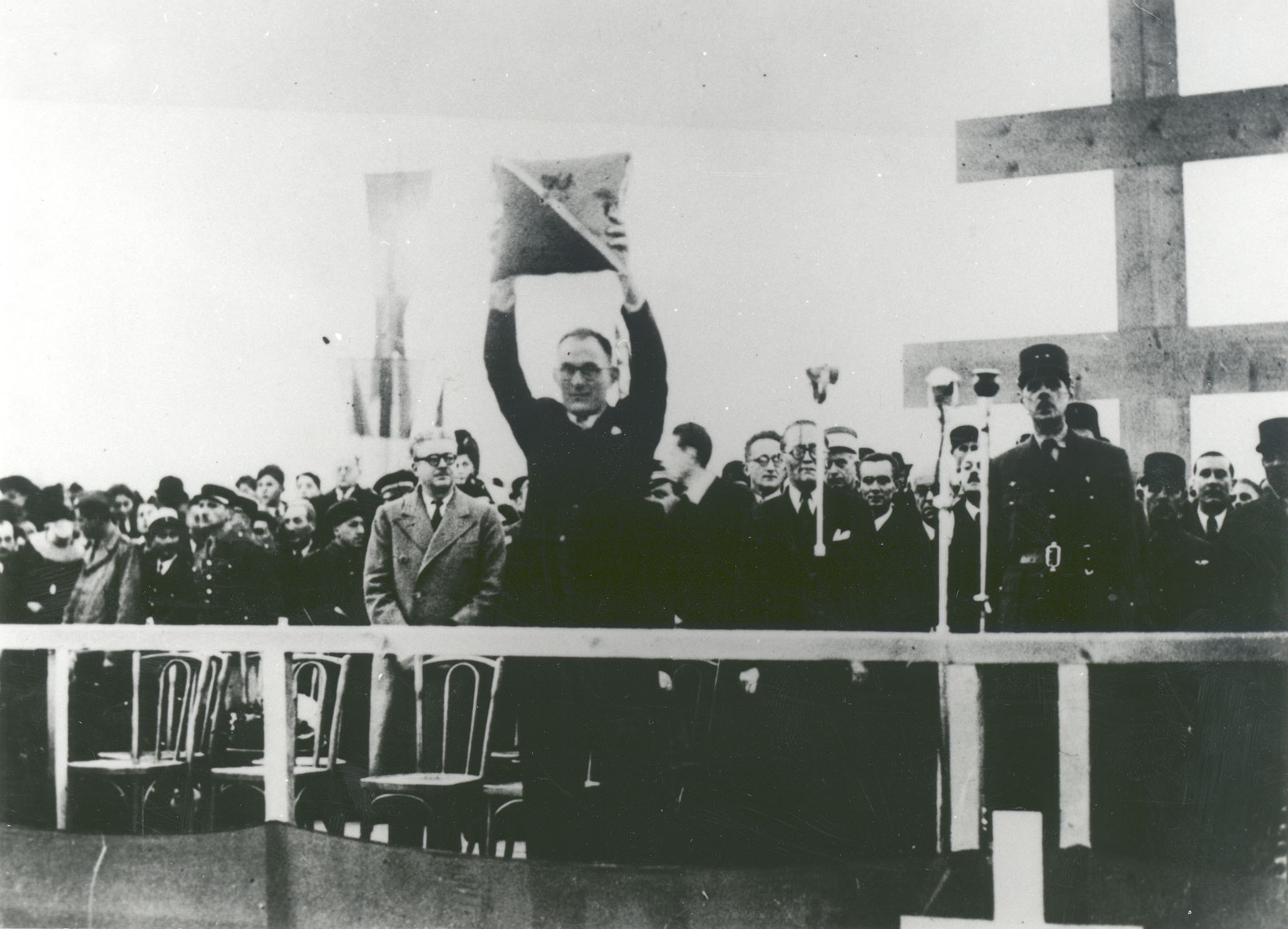
En sa qualité de maire, Frédéric Lafleur reçoit des mains du général de Gaulle, la croix de la Libération le 5 novembre 1944 remise pour la ville de Grenoble, sur la place Pasteur

Dans, les mois qui suivent la libération, le journal met en valeur la figure du général de Gaulle, libérateur de la France, particulièrement lorsqu'il visite « Grenoble-la-résistante » en novembre 1944, avec des éloges qui parfois sont proches du panégyrique. En septembre 1944, le quotidien communiste vilipende au contraire une épuration jugée trop timorée et trop laxiste, alors que  les principaux responsables de la collaboration ont fui Grenoble en compagnie des Allemands, et que dix miliciens capturés en juin sont les premiers à comparaître devant la cour martiale, le 2 septembre 1944, un communiqué du le Comité départemental de libération nationale (CDLN) de l’Isère désavouant le jugement est diffusé dès le jour même par haut-parleur, puis relayé dans la presse, promettant « de réviser la composition de la cour martiale afin qu’à l’avenir aucune faiblesse semblable ne puisse se renouveler ».
Tandis que l’épuration devient ainsi en enjeu politique au nom de la mémoire, dans une région où la Résistance intérieure française fut parmi les plus actives, le journal est confronté au manque de papier, et au matériel vétuste et insuffisant, causant des difficultés financières qui obligent un autre journal de la région, le Réveil à lancer une souscription pour boucler son budget. Le Dauphiné Libéré finit par l'emporter, donnant l'impression que le « Petit Dauphinois » qui reparaît, soit le retour à un système de journal unique en Isère comme avant guerre.

#### La scission avec le Dauphiné Libéré en 1945
De leur côté, les militants de la SFIO impliqués dans la Résistance créent le Dauphiné Libéré en septembre 1945, dont le premier numéro est tiré, à Grenoble, à 100 000 exemplaires.. Un accord a d'abord été passé le 15 janvier 1945 avec le Front national afin de publier un journal en commun « Les Allobroges – Le Dauphiné Libéré ». Mais très vite, devant la position dominante du Front National, le MLN souhaite posséder son propre titre. Grenoble compte alors 4 quotidiens. Il faudra cependant attendre 4 ans, pour que le Dauphiné Libéré dépasse les Allobroges par sa diffusion, seulement en 1949, année où Les Allobroges reste le plus gros tirage quotidien en région pour la presse communiste ou proche.
Les Allobroges résistent d'abord bien à la concurrence, tirant à près de 300 000 exemplaires en 1946.

#### La répartition des rôles avec le Travailleur Alpin en février 1948
Le quotidien Les Allobroges fait travailler des rédacteurs militants aux activités multiples, comme  Claude Delmas, secrétaire politique du Comité départemental de Libération, qui écrit aussi pour le reste de la presse communiste locale (Fraternité, Le Travailleur alpin, La Voix populaire) tout en s’occupant du Secours populaire de la Drôme . Les journalistes non-résistants pendant la guerre se voient écartés des postes importants du quotidien, qui récupère assez rapidement une partie du lectorat d'un autre quotidien, Le Travailleur alpin, fondé en 1928. Ce dernier était hebdomadaire avant la Seconde Guerre mondiale, et qui succède en  Septembre 1944 à la Dépêche Dauphinoise, journal, qui avait collaboré avec les Allemands, dont l'imprimerie était restée en place quai de la fédération. Mais la difficulté à faire vivre deux quotidiens sur le même créneau fait que  la fédération de l’Isère du PCF prend la décision de rendre le Travailleur Alpin à nouveau hebdomadaire en février 1948. La concurrence entre les deux titres proches du PCF était d'autant plus mal vécue que Ludwig Oleskiewicz (dit Debout) s'active dans les deux, et dans d'autres publications de son parti et que Le Travailleur alpin, estampillé PCF, a un tirage de seulement 20 000 exemplaires, dix fois moins élevé que celui des Allobroges, qui est lui plus largement étiqueté Front national. La Fête du travailleur alpin, déjà organisé bien avant la Guerre, draine un public important à partir de 1950, profitant aux deux titres.

#### Les violences lors de la visite du général de Gaulle en septembre 1948
Si le journal avait applaudi la tournée du général de Gaulle, dans les Alpes en septembre 1944, celle de 1948 fut marquée le 18 septembre par « des affrontements entre plusieurs centaines de contre-manifestants et le service d'ordre gaulliste », qui firent un mort, et plusieurs blessés par balles, six véhicules étant brûlés, dont deux cars, alors que « les polémiques sur la chute du Maquis du Vercors et les souvenirs de l'effroyable répression qui s'est ensuivie [n'étaient] pas apaisés, ravivés encore par la présence à la mairie de Grenoble d'un gaulliste ». Une  campagne de presse communiste présente alors de Gaulle comme un « traître du Vercors », et il  doit  faire face à une trentaine de manifestants hostiles un peu avant à Vizille. Les Allobroges reproduit les communiqués des associations appelant à une contre-manifestation le 18 septembre, parmi elles des associations d'anciens combattants, alors que  le Réveil (démocrate-chrétien) et le Dauphiné libéré, proche de la SFIO adoptent une attitude plus neutre. Le quotidien s'investit beaucoup dans la polémique sur la mort du  militant communiste Lucien Voitrin, dont le cadavre fut congelé pour que l’annonce de sa mort ne coïncide pas avec le discours de De Gaulle.
En 1952, le concurrent local Le Réveil disparait, l'année où le tirage des Allobroges passe sous les 100 000 exemplaires et cette chute se poursuivra 3 ans plus tard, lorsque Paul Rochas est élu Secrétaire fédéral du PCF de l'Isère en 1955. Le ton de plus en plus partisan éloigne une partie des lecteurs.

#### La crise de la presse communiste en 1949-1952
Le journal est abonné aux dépêches de l'Union française de l'information, une agence de presse proche du PCF, dans une période de baisse globale du tirage des quotidiens communistes régionaux, au moment après les purges staliniennes de 1949 et ses conséquences sur la couverture de l'UFI, y compris sportive. À partir de 1949, la diffusion du journal est divisée par 3 en quatre ans.
| Année  | 1949    | Décembre 1950 | Décembre 1952 | Août 1952 | Novembre 1953 |
| Tirage | 240.000 | 160.000       | 93.000        | 89.5000   | 76.000        |

Aux législatives de 1951, le PCF perd les deux députés de la Haute-Garonne qu’il avait obtenu en novembre 1946, en raison des biais délibérément créés par la Loi des apparentements.

#### Une couverture suivie de l'actualité internationale
Les dirigeants nationaux du PCF, comme Waldeck Rochet, sont fréquemment cités dans Les Allobroges qui s'investit beaucoup dans la couverture de la conférence de Genève de juin 1954, censée régler la guerre de Corée et arriver à un traité de paix si possible négocié. 
Au cours de cette période, tous les numéros font état de collectes de signatures ou d’envoi de délégations à cette conférence de Genève. La conférence est suivie jour après jour par l’envoyé spécial, Georges Tabaraud. Les journaux communistes  de la région sont aussi, en 1954, très mobilisés contre le projet de Communauté européenne de défense (CED), visant à la constitution d’une armée européenne sous contrôle de l’OTAN, perçu comme un grand pas vers  le réarmement allemand. Les Allobroges réalisent alors un « coup » médiatique : l’interview des pêcheurs ayant permis à Pierre Mendès-France de se réfugier en Suisse, après son évasion de l’hôpital militaire de Clermont-Ferrand en 1940, qui sont fermement opposés au réarmement de l’Allemagne et demandent à Mendès-France de renoncer à ces projets. Tout en mettant en avant les socialistes qui se prononcent ponctuellement sur des dynamiques unitaires, le quotidien est très virulent envers les autres. Une photographie parue en "Une" des Allobroges le 17 janvier 1955 reproduit par exemple un graffiti stigmatisant des députés de l’Isère ayant voté les accords de Londres et de Paris, avec leurs noms et une croix gammée. Le journal publie ses derniers numéros de quotidien en décembre 1958.

#### Premier recentrage sur l'Isère en 1956
En juin 1956, le PCF annonce que les Nouvelles de Bordeaux, Patriote de Toulouse, et Ouest-Matin, mettent la clé sous la porte « en raison des charges trop lourdes qu'ils devaient supporter » tandis que Le Patriote de Saint-Étienne ferme ses éditions de l'Allier, du Puy-de-Dôme, de la Haute-Loire et de la Vienne, seule celle de la Loire continuant à paraître, imprimée à Lyon. Même démarche de recentrage extrême pour Les Allobroges, dont la diffusion totale est,= tombée à 65.000 exemplaires: le quotidien alpin supprime ses éditions des deux Savoie, de l'Ardèche, de la Drôme et des Hautes-Alpes, se recentrant sur le seul département de l'Isère.

#### La disparition collective de décembre 1958
Le 10 décembre 1958, le PCF annonce la disparition de trois de ses quotidiens communistes de province, La République de Lyon, Le Patriote de Saint-Étienne et Les Allobroges (quotidien), suivie peu après, le 24 décembre, de celle de  L'Humanité d'Alsace et de Lorraine. Selon Le Monde, le tirage moyen de la presse quotidienne du PCF ne dépasse alors pas un demi-million d'exemplaires, dont la moitié environ pour L'Humanité et elle ne compte plus alors que cinq autres titres quotidiens en province, L'Écho du Centre, Liberté, La Marseillaise, Le Patriote de Nice et du Sud-Est, Le Petit Varois (quotidien), basé à Toulon. En août 1956 les trois quotidiens affichaient un tirage cumulé  total de 50 393 exemplaires, chiffre qui était tombé à 38 368 exemplaires deux ans plus tard, en avril 1958
La disparition est expliquée par « les innombrables procès » et les « coûteuses amendes qui en ont découlé », sur fond de Guerre d'Algérie. Le PCF met en cause à cette occasion « les saisies et les destructions qui nous furent causées par les fascistes et par la police » mais aussi par les élections des 23 et 30 novembre 1958, où « l'immoralité du mode de scrutin utilisé » a fait perdre au PCF 80 sièges de députés (il en a perdu au total 140) et donc des versements effectués par ces élus sur leur indemnité parlementaire, évalués chaque mois à plus de 40 millions de francs, qui étaient utilisés pour alimenter les déficits de la presse, selon L'Humanité.
Les Allobroges  sont devenus un bimensuel départemental du PCF en Savoie.

## Journaux homonymes
- Né à la Libération, en 1944, le journal Le Faucigny est le successeur du journal L’Allobroge, créé en 1863[23], au lendemain de l’Annexion de la Savoie. qui avait fusionné dans les années 1920 avec Le Mont-Blanc républicain, de même sensibilité politique (républicain, laïc et anticlérical). Après la Seconde Guerre mondiale, le journal change de nom comme pour signifier un renouveau et il adopte  dans les années 1980 un ton satirique, qui fera son succès, il est souvent comparé avec Le Canard enchaîné.
- Entre 2005 et 2009, La Voix des Allobroges était un bimestriel diffusé sur l'ensemble de la Savoie historique. Le journal comprenait alors 20 pages. Il a poursuivi sous la forme d'un pure-player d'information édité à Chambéry par l'association La Voix, qui propose des enquêtes, des reportages et des interviews sur l'actualité en pays de Savoie et revendique une moyenne de 250 000 visites par an.